# Christ des Rameaux

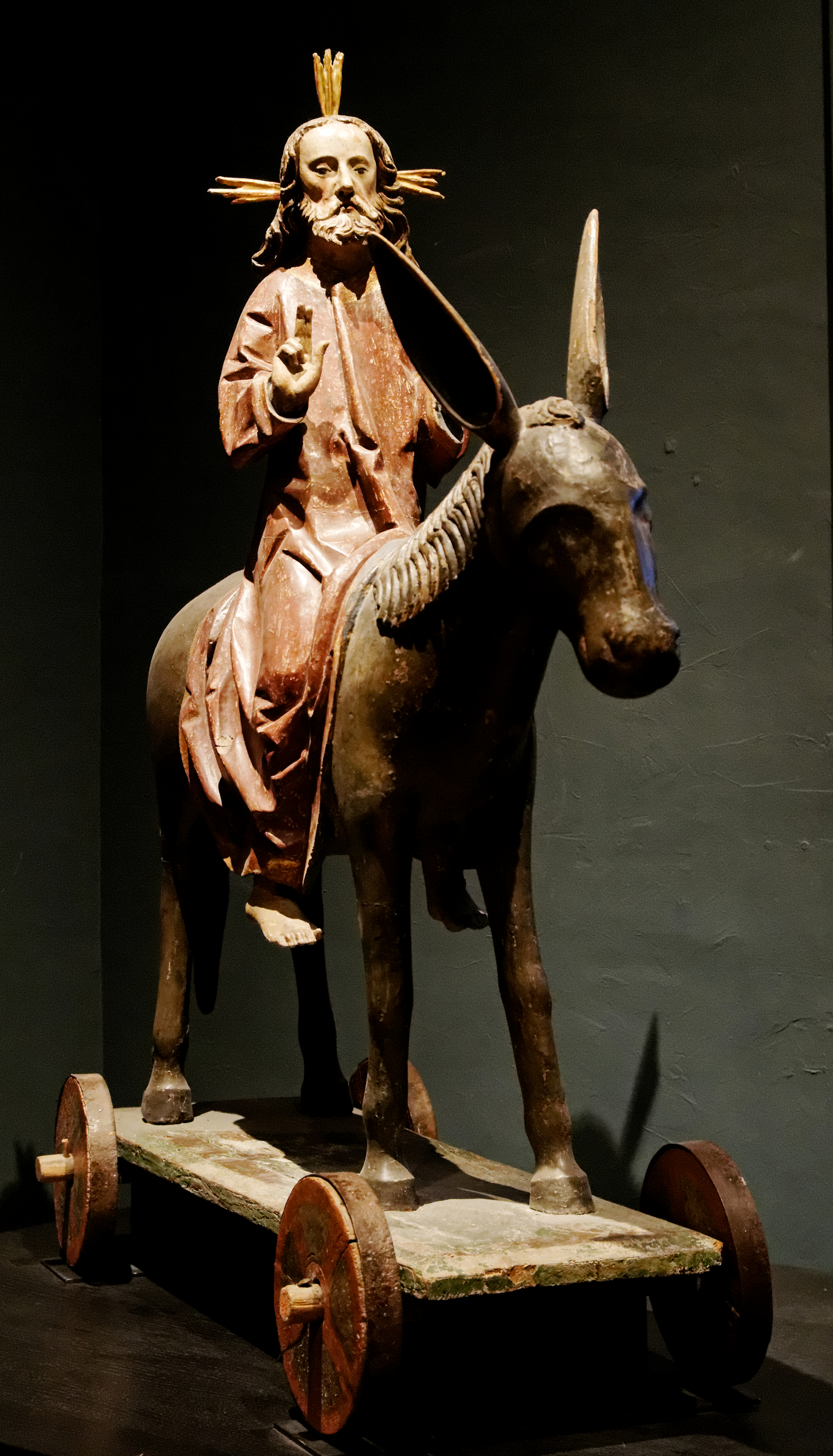
Christ des Rameaux, fin du XVe siècle, Allemagne du Sud, Musée national du Moyen Âge.

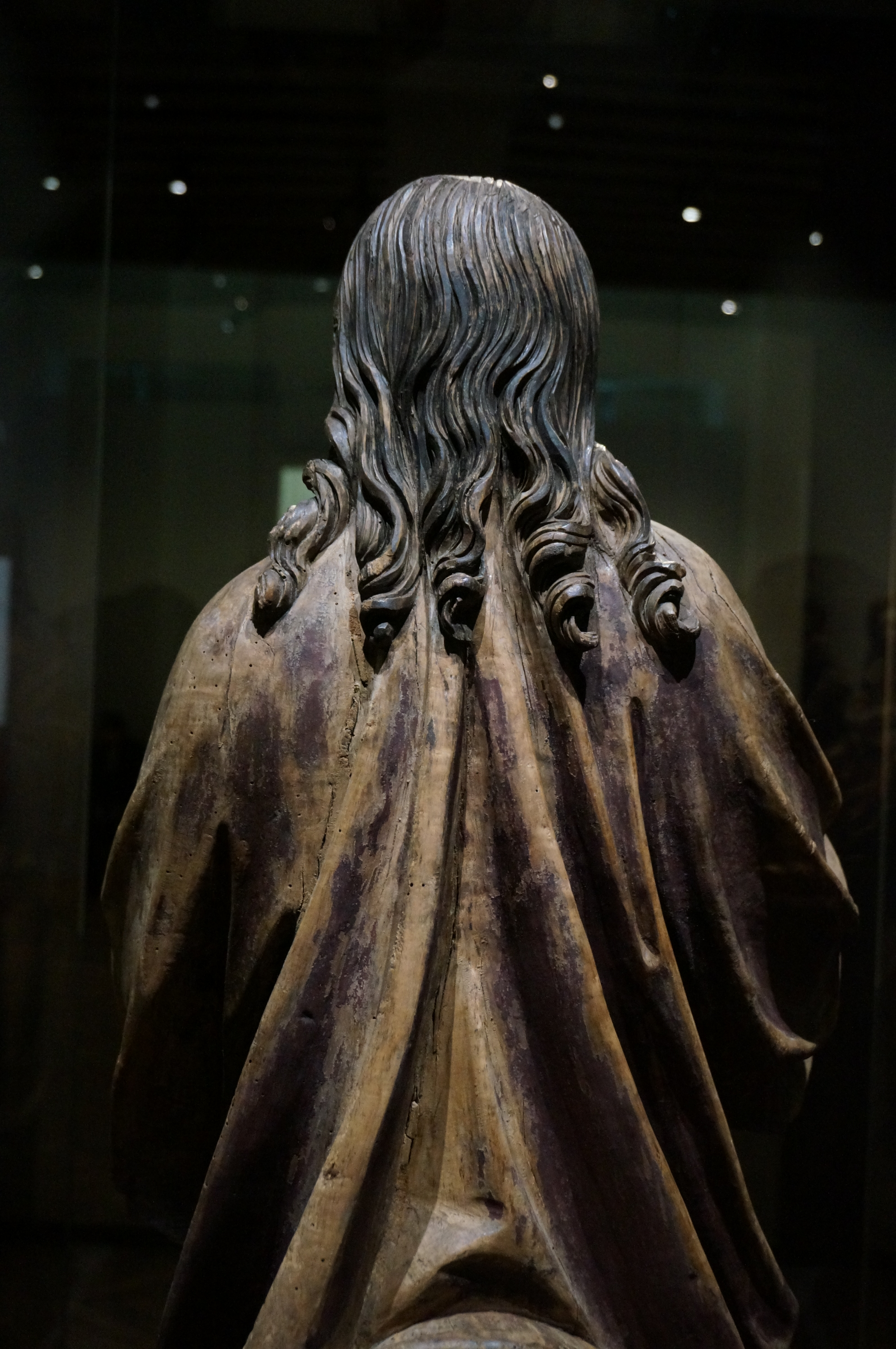
Christ des Rameaux, Souabe, fin du Moyen Âge, musée du Louvre.

On appelle Christ des Rameaux ou Palmesel (en allemand « âne des Rameaux ») une représentation de Jésus-Christ monté sur un âne, le tout placé sur une plate-forme en bois munie de roulettes. La statue servait au Moyen Âge pour la procession du dimanche des Rameaux qui commémore l'entrée triomphale du Christ à Jérusalem.

## Historique
Les processions des Rameaux sont organisées à Jérusalem à partir du IVe siècle, et se répandent en Occident à partir du IXe siècle. Le recours à une statue mobile est attesté pour la première fois dans la Vita d'Ulrich d'Augsbourg (v. 924-v. 973) : saint Ulrich bénit des rameaux, puis une effigie du Christ monté sur un âne est promenée en tête de procession. Le plus ancien exemplaire conservé de Christ des Rameaux, au Musée national suisse de Zurich, est daté de la fin du XIIe siècle.
Au Moyen Âge, le Palmesel appartient généralement à une paroisse ou à un monastère, qui le conserve dans la sacristie ou derrière l'autel de l'église.  La statue est en bois polychrome ; le Christ est représenté vêtu d'un manteau de pourpre, bénissant de la main droite et tenant la bride de l'âne sur la main gauche. Sa taille varie entre l'échelle humaine et celle d'un jouet. Le Palmesel est sorti le dimanche des Rameaux et prend la tête d'une procession qui fait le tour de l'église, ou se rend à une autre église, accompagné d'hymnes et d'hosannas qui reprennent l'Évangile de Matthieu : « Hosanna au Fils de David ! Béni soit celui qui vient au nom du Seigneur ! Hosanna dans les lieux très hauts ,! » La statue est tirée par des représentants des guildes ou des personnes plus modestes ; il arrive que des personnes bannies de la ville puissent obtenir leur pardon en prenant part à l'effort. Le Palmesel est la seule sculpture de procession à ne pas contenir de reliques et à ne posséder aucun pouvoir miraculeux. Un exemplaire à Vérone est toutefois censé renfermer des ossements de l'âne ayant porté Jésus-Christ, qui aurait fui Jérusalem après la Passion et fini ses jours en Italie.
La tradition du Christ des Rameaux disparaît à l'époque moderne. Dans les pays germaniques, la Réforme protestante met fin aux processions, jugées trop proches de l'idolâtrie. Dans les régions catholiques, elles perdent graduellement leur aspect religieux : des enfants peuvent par exemple monter l'âne moyennant finances. La pratique est interdite par l'Église catholique en 1782, et beaucoup d'exemplaires sont détruits par la population. Elle reste attestée dans certaines localités au XIXe siècle, dont Oberammergau en Haute-Bavière, où elle répond à un vœu effectué par la ville lors d'une épidémie de peste en 1633 : l'acteur jouant le Christ monte un cheval vivant. Une cinquantaine d'exemplaires seulement sont connus à la fin du XIXe siècle. Ils datent de la fin du Moyen Âge, sont tous anonymes, et proviennent pour la plupart du monde germanique : Alsace, Autriche, Allemagne du sud-ouest, Tyrol ou Suisse. En possèdent dans leurs collections le Museum Schnütgen de Cologne, le Musée national du Moyen Âge et le musée du Louvre à Paris, le Germanisches Nationalmuseum de Nuremberg, le Metropolitan Museum of Art de New York, le musée de l'Œuvre Notre-Dame de Strasbourg ou encore le Landesmuseum Württemberg de Stuttgart.